# Ernst & Young
EY, precedentemente noto come Ernst & Young, è un network mondiale di servizi professionali di consulenza direzionale, revisione contabile, fiscalità, transaction e formazione.
Il network, che nel 2020 contava 300000 dipendenti, è presente con più di 700 uffici in oltre 150 Paesi. La società fa parte delle cosiddette Big Four: le quattro più grandi aziende di revisione, insieme a Deloitte & Touche, Pricewaterhouse Coopers e KPMG.
Il fatturato di EY è in continua crescita, anno su anno. Dal 2009 al 2019 vi è stato un aumento del 69%, passando da 21,5 miliardi di $ a 36,4 miliardi di $.
In termini consulenziali, le attività principali nelle quali l'azienda si distingue sono: gestione dei financial modeling risks, costruzione delle independent IT architectures (in termini funzionali) e massimizzazione delle Web Strategy Analysis (sotto il profilo strategico).

## Storia
Arthur Young nasce a Glasgow, Scozia. Laureato in legge si interessa anche di banche e investimenti. Nel 1890, si trasferisce negli Stati Uniti per dedicarsi alla carriera di contabile. Nel 1906, apre uno studio di contabilità, la Arthur Young & Company con il fratello Stanley. Alwin C Ernst nasce a Cleveland, Stati Uniti. Dopo aver abbandonato la scuola lavora come contabile. Poi, nel 1903, insieme al fratello Theodore apre la Ernst & Ernst, un piccolo studio di contabilità.
Ernst è stato un pioniere dell'idea secondo cui l'informazione contabile poteva essere usata per prendere decisioni di business e fare la differenza nelle società dei clienti. Young invece si afferma sia come consulente finanziario sia come contabile. Entrambi avevano compreso l'importanza delle proprie risorse. Nel 1920, la filosofia di Ernst & Ernst affermava: "Il successo di Ernst & Ernst dipende interamente dal carattere, dall'abilità e dall'operosità degli uomini e delle donne che compongono l'organizzazione". Young sosteneva lo sviluppo dei professionisti. Nel 1920 costituisce una scuola per il personale e, nel 1930, è il primo studio a reclutare risorse dai campus universitari. Entrambi gli studi sono stati anche rapidi nel penetrare il mercato mondiale. Già nel 1924 si associano con importanti studi britannici: Young con Broads Paterson & Co ed Ernst con Whinney Smith & Whinney. Queste alleanze furono le prime di tante altre per entrambi gli studi, che aprirono nuove sedi in tutto il mondo per seguire i propri clienti internazionali.
AC Ernst e Arthur Young non si sono mai incontrati nella loro vita, ma sono morti a pochi giorni di distanza l'uno dall'altro nel 1948. Nonostante questo, però, nel 1989, gli studi che avevano creato si sono uniti per costituire Ernst & Young. A partire dal 1º luglio 2013, il nome dell'azienda Ernst & Young è stato sostituito da EY. In Italia EY ha diverse sedi sparse in tutta la penisola, tra cui Ancona, Bari, Bergamo, Bologna, Brescia, Cagliari, Firenze, Genova, Napoli, Padova, Torino, Treviso, Trieste e Verona, ma le principali sono a Milano, in Via Meravigli, 12/14, e a Roma, in via Lombardia, 31.
Ogni anno, la società organizza l'EY Capri Digital Summit, un evento che riunisce le principali realtà lavorative prevedendo sessioni plenarie e differenti approfondimenti verticali su argomenti come il 5G, le nuove frontiere dell'AI, il cloud computing, le tecnologie emergenti per l'evoluzione degli ecosistemi pubblico e privato, la difesa e la sicurezza, il sense providing, il CSR, la experience economy e la customer centricity. Ad aprile 2020, Massimo Antonelli è alla guida della società, prendendo il posto di Donato Iacovone. Il 12 Aprile 2024, EY Italia annuncia la nomina di Stefania Boschetti quale nuova Chief Executive Officer (CEO), prima donna alla guida di una Big4 in Italia. Stefania Boschetti è entrata ufficialmente in carica, prendendo il posto di Massimo Antonelli, il 1º luglio 2024.

## PremioEY L'Imprenditore dell'Anno
Il Premio è nato da un'idea di Ernst & Young, negli Stati Uniti, nel 1986, a Milwaukee (Wisconsin), con lo scopo di celebrare gli imprenditori di successo, condividere le loro storie ed essere fonte d'ispirazione per imprenditori eccellenti.
Nel 1993 il Premio ha iniziato ad espandersi a livello internazionale in 145 città e oltre 60 paesi, assegnando oltre 900 riconoscimenti all'anno agli imprenditori più innovativi e di successo di tutto il mondo, dal 2001 ha assunto dimensione globale con l'introduzione del World Entrepreneur Of The Year Award (WEOY) che si tiene ogni anno a Montecarlo: naturale proiezione delle edizioni locali, cui concorrono i vincitori nazionali dei paesi coinvolti per l'assegnazione del riconoscimento di Miglior Imprenditore del Mondo. Tra i vincitori mondiali ricordiamo Olivia Lum di Hyflux, Michael Spencer di ICAP, Guy Laliberté di Cirque du Soleil, Narayana Murthy di Infosys Technologies e l'italiano Paolo Della Porta di Saes Getters, vincitore della prima edizione internazionale del Premio nel 2001. Nel 2002 fu premiato come imprenditore dell'anno Rosario Messina, fondatore di Flou, per la Categoria "Innovazione".
Dal 2008, più di 6.500 imprenditori hanno aderito al network Entrepreneur Of The Year alumni. Un "Albo d'oro" di aziende emergenti e non che include molti nomi noti dell'imprenditoria. Più della metà delle aziende top 100 NASDAQ hanno ricevuto il riconoscimento di Imprenditore dell'Anno e la maggior parte di esse lo hanno ottenuto prima di entrare in questa prestigiosa classifica.
In Italia è stato introdotto nel 1997 e nel 2015 è giunto alla sua diciannovesima edizione.
Il Premio è rivolto a imprenditori alla guida di imprese italiane, in attività da almeno 3 anni, con fatturato a partire da 25 milioni di euro.
Accettati come insindacabili e inappellabili, il giudizio e la valutazione dei candidati competono ad una giuria esterna e indipendente da EY, composta da membri di alto profilo professionale appartenenti al mondo dell'imprenditoria, del mondo accademico e della comunicazione.
Tra i vincitori delle passate edizioni italiane: Oscar Farinetti, Presidente Eataly Distribuzione; Alessandro Benetton, Vice Presidente Esecutivo di Benetton Group; Brunello Cucinelli, Presidente di Brunello Cucinelli; Andrea Illy, Amministratore delegato di Illycaffè; Nerio Alessandri, Presidente di Technogym; Mario Moretti Polegato, Presidente di GEOX International.

## Aspetti controversi

### Audit fiscale
EY è stata coinvolta in molti scandali contabili: Bank of Credit and Commerce International (1991), Informix Corporation (1996), Sybase (1997), Cendant (1998), One.Tel (2001), AOL (2002), HealthSouth Corporation (2003), Chiquita Brands International (2004), Lehman Brothers (2010), Sino-Forest Corporation (2011), Olympus Corporation (2011), Stagecoach Group (2017), Wirecard (2020), Luckin Coffee (2020) e NMC Salute (2020).
Nel 2004, Ernst & Young è stata punita per aver stipulato un lucroso accordo commerciale con uno dei suoi clienti di audit, PeopleSoft, creando così un conflitto di interessi. Di conseguenza, la SEC ha impedito all'azienda di accettare nuove società quotate in borsa come clienti per sei mesi..
Nell'aprile 2004, Equitable Life, una compagnia di assicurazioni sulla vita del Regno Unito, fece causa a EY dopo essere quasi fallita, ma abbandonò il caso nel settembre 2005. EY descrisse il caso come "una scandalosa perdita di tempo, denaro e risorse per tutte le parti interessate".
Nel 2009, EY, l'ex revisore dei conti di Sons of Gwalia, ha concordato un accordo di $ 125 milioni per il loro ruolo nel crollo del minatore d'oro nel 2004. Ferrier Hodgson, l'amministratore della società, aveva affermato che EY era negligente sulla contabilità dell'oro e sulla copertura dei contratti. Tuttavia, EY ha affermato che l'accordo proposto non era un'ammissione di alcuna responsabilità.
A seguito delle accuse della Securities and Exchange Commission (SEC) secondo cui EY aveva commesso una frode contabile nel suo lavoro di verifica dei libri contabili di Bally Total Fitness, EY ha raggiunto due accordi nel 2008, inclusa una multa di 8,5 milioni di dollari.
EY Hong Kong ha rassegnato le dimissioni dall'audit di Standard Water quando è emerso che, sebbene EY Hong Kong avesse firmato l'audit, era stata effettivamente esternalizzata all'affiliata nella Cina continentale, che aveva ricevuto il 99,98% della commissione. Questo è stato importante perché gli azionisti hanno meno fiducia nei revisori del continente e perché i documenti di revisione nel continente sono soggetti alle leggi sul segreto di stato e possono essere trattenuti dalle autorità di regolamentazione. Il leader della gestione della qualità e del rischio di EY (Greater China) ha persino testimoniato davanti al Tribunale di primo grado di non essere sicuro dell'esistenza di un accordo formale riguardante il rapporto tra le due entità di EY. Il caso giudiziario nel 2013 è arrivato quando le autorità di regolamentazione statunitensi si stavano interessando a casi simili di frode contabile nella Cina continentale.
Nel settembre 2016 la SEC, l'ente di regolamentazione dei titoli statunitensi, ha multato EY US $ 9,3 milioni per fallimenti, incluso il coinvolgimento romantico di un revisore con un cliente. Un altro partner del team che stava controllando un'altra società pubblica è stato coinvolto sentimentalmente con il suo capo contabile.
Nell'ottobre 2016, EY si è accordata con la SEC perché non era in grado di rilevare frodi di bilancio commesse dal Weatherford International, che aveva dichiarato in modo errato i propri rendiconti finanziari. EY era il revisore indipendente di Weatherford quando è stata perpetrata la frode.
Nell'ottobre 2016, Mozilla ha smesso di accettare gli audit WebTrust di Ernst & Young Hong Kong a causa del loro fallimento "nel rilevare più problemi che avrebbero dovuto rilevare" durante gli audit di WoSign.
Nel febbraio 2017, in risposta alle domande relative ai certificati emessi in modo errato, Symantec ha dichiarato che non avrebbe più accettato gli audit WebTrust da E&Y Korea e E&Y Brazil a causa di carenze in questi audit.
Secondo il Wall Street Journal, nel 2019, EY aveva verificato WeWork, la società di spazi per uffici che "è quasi fallita dopo aver armeggiato con un'offerta pubblica iniziale pianificata".
Nell'aprile 2020, un ex partner e informatore ha ricevuto 10,8 milioni di dollari per cattiva condotta etica da parte di EY in un audit sull'oro di Dubai da parte dell'alta corte di Londra. EY ha presentato ricorso contro la decisione, ma poi ha ritirato l'appello nel marzo 2021.
Nel 2020, EY non è riuscita a scoprire 2 miliardi di dollari che mancavano a Wirecard AG, una società tedesca di elaborazione dei pagamenti fintech. Ciò ha portato a una causa intentata contro EY nel giugno 2020. Un'indagine del Bundestag ha rivelato nell'aprile 2021 che gli audit di EY del defunto gruppo di pagamenti Wirecard hanno sofferto di gravi carenze per un molti anni.
EY inoltre non è riuscita a identificare 300 milioni di dollari in "vendite fabbricate" nel loro audit del 2020 della catena di caffè Luckin Coffee e 5 miliardi di dollari in "debiti non divulgati" presso NMC Health e Finablr. and $5 billion in "undisclosed debt" at NMC Health and Finablr.
Nell'agosto 2021, EY US ha accettato di pagare 10 milioni di dollari come parte di un accordo con la SEC relativo alle accuse di cattiva condotta dell'indipendenza dei revisori perpetrate da molti dei suoi partner per assicurarsi Sealed Air come cliente.
Nell'agosto 2021, il Financial Reporting Council (FRC) di regolamentazione contabile del Regno Unito ha inflitto a EY UK una multa di 3,5 milioni di sterline (4,8 milioni di dollari) per non aver contestato i bilanci nella sua revisione del 2017 della società di trasporti britannica Stagecoach Group. Inoltre, il partner incaricato della revisione contabile Mark Harvey è stato sanzionato e multato di £ 100.000. La multa di EY è stata successivamente ridotta a £ 2,2 milioni per aver ammesso i fallimenti, con la multa di Harvey ridotta a £ 70.000 per lo stesso motivo.
Nel dicembre 2021, EY ha presentato una denuncia penale contro ignoti ai pubblici ministeri di Monaco in merito alla presunta fuga di un rapporto parlamentare tedesco riservato relativo al suo ruolo nel crollo della società di pagamenti, Wirecard, al quotidiano tedesco Handelsblatt.
Nell'aprile 2022 gli amministratori di NMC Health hanno intentato una causa da 2,5 miliardi di dollari contro EY, adducendo negligenza durante il suo lavoro sui conti di NMC per un periodo di sette anni.
Nell'aprile 2023 l'"Abschlussprüferaufsichtstelle" (APAS) tedesco (l'ente federale che vigila sui revisori) ha valutato che EY ha commesso violazioni degli obblighi relativi al suo mandato presso Wirecard, e ha vietato alla società per due anni di accettare nuovi incarichi di revisione per le società quotate in borsa.

### Revisione contabile
Nel giugno 2022, la SEC ha inflitto all'azienda una multa di 100 milioni di dollari perché i suoi professionisti dell'audit avevano "barato sugli esami richiesti per ottenere e mantenere le licenze di Certified Public Accountant (CPA)" e per aver nascosto le prove di questa cattiva condotta alla SEC durante le indagini. EY ha ammesso "i fatti alla base delle accuse della SEC". La sanzione inflitta è la più alta mai imposta a una società di revisione degli Stati Uniti. Il Canadian Public Accountability Board ha annunciato che indagherà per verificare se il braccio canadese di EY sia stato coinvolto in pratiche simili.

## Loghi
Il nuovo logo di EY è stato presentato nel luglio 2013 in concomitanza con la modifica del nome commerciale dell'azienda da Ernst & Young a EY.

Logo di Ernst & Young dal 1990 al 2012
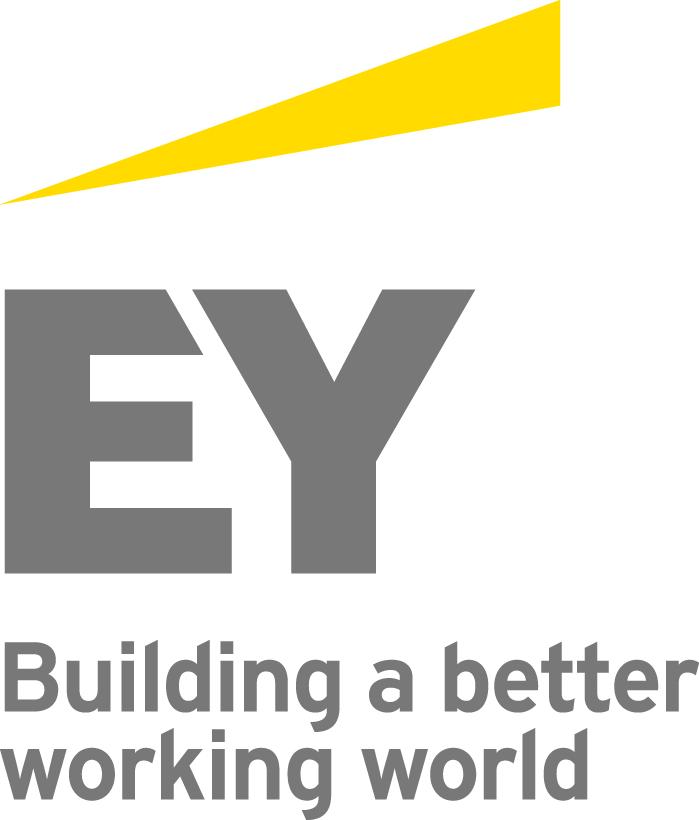
Logo di EY dal 2013 al 2018
Logo di EY dal 2019 ad oggi